# キャム・エイカーズ
キャム・エイカーズ（Cam Akers、1999年6月22日 - ）はアメリカ合衆国ミシシッピ州ジャクソン出身のアメリカンフットボール選手。ポジションはランニングバック。現在はフリーエージェント。
カレッジフットボールはフロリダ州立大学でプレーをし、2020年のNFLドラフトで2巡目全体52位指名をされ、ラムズに入団した。

## 大学時代
エイカーズは5つ星のリクルート生として評価され、クラスでトップのリクルート生にランクインした。その後、フロリダ州立大学でフットボールをプレーすることを決めた。2017年のインデペンデンスボウルではラッシュヤードにおいてチーム内の1年生記録を樹立し、シーズン合計で1,025ヤードを走った。これは、 2014年にダルビン・クックによって樹立された1,008ヤードの記録を上回るものだった。
2019年12月14日、エイカーズはサンボウルには出場せず、2020年のNFLドラフトに参加することを発表した。

### 大学時代の成績
| シーズン                      | チーム           | カンファレンス | 出場 | ラン | ラン        | ラン             | ラン | レシーブ | レシーブ    | レシーブ         | レシーブ |
| シーズン                      | チーム           | カンファレンス | 出場 | 回数 | 獲得 ヤード | 平均 獲得 ヤード | TD   | 回数     | 獲得 ヤード | 平均 獲得 ヤード | TD       |
| ----------------------------- | ---------------- | -------------- | ---- | ---- | ----------- | ---------------- | ---- | -------- | ----------- | ---------------- | -------- |
| 2017                          | フロリダ州立大学 | ACC            | 13   | 194  | 1,025       | 5.3              | 7    | 16       | 116         | 7.3              | 1        |
| 2018                          | フロリダ州立大学 | ACC            | 12   | 161  | 706         | 4.4              | 6    | 23       | 145         | 6.3              | 2        |
| 2019                          | フロリダ州立大学 | ACC            | 11   | 231  | 1,144       | 5.0              | 14   | 30       | 225         | 7.5              | 4        |
| キャリア                      | キャリア         |                | 36   | 586  | 2,875       | 4.9              | 27   | 69       | 486         | 7.0              | 7        |
| Sports Reference のすべての値 |                  |                |      |      |             |                  |      |          |             |                  |          |

## プロキャリア

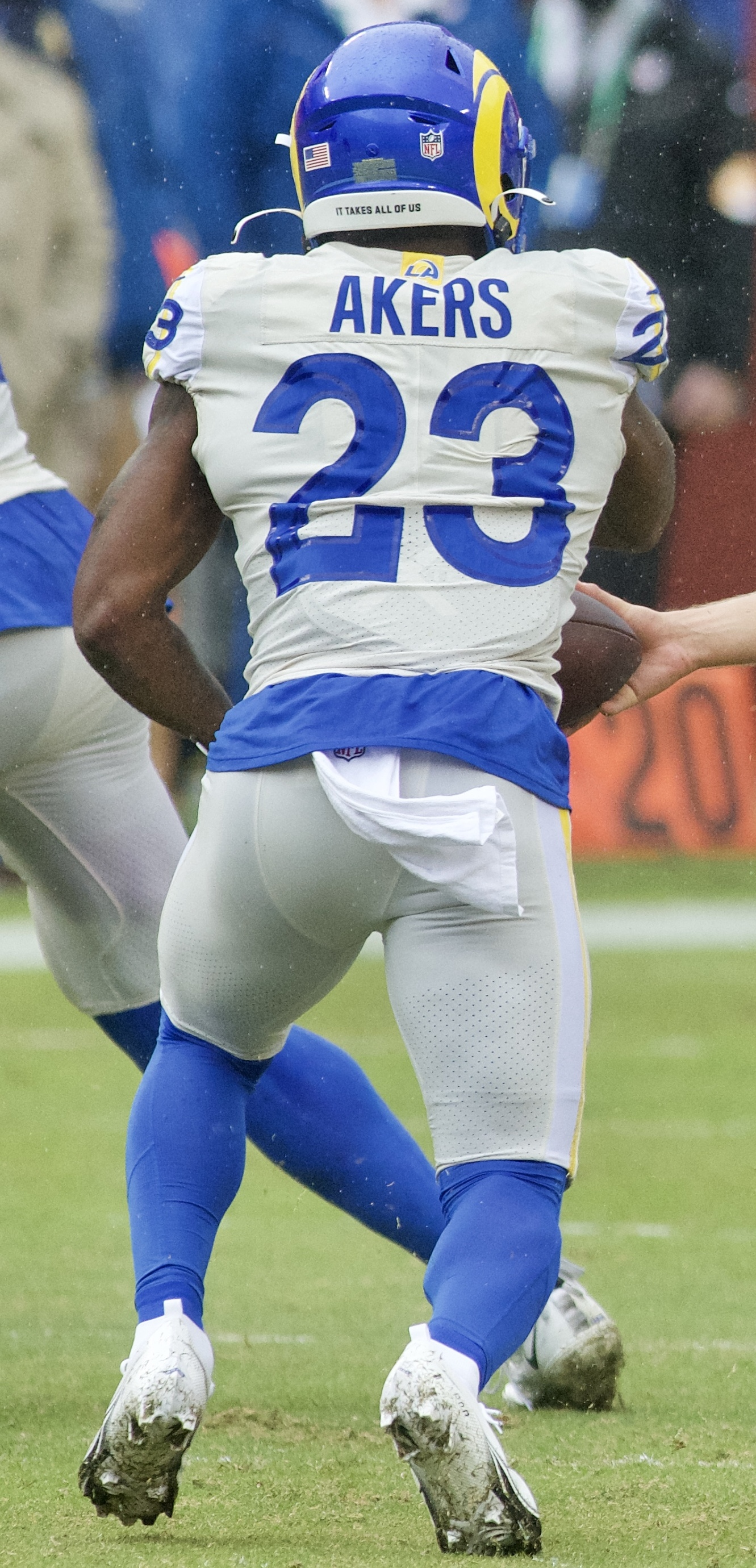
2020年のロサンゼルス・ラムズでのエイカーズ

| 5 ft 10+3⁄8 in (179 cm)     | 217 lb (98 kg) | 30+5⁄8 in (78 cm) | 9 in (23 cm) | 4.47 s | 4.42 s | 35.5 in (90 cm) | 10 ft 2 in (3.10 m) | 20 回 |
| All values from NFL Combine |                |                   |              |        |        |                 |                     |       |

エイカーズは、2020年のNFLドラフトにおいて2巡目全体52位でロサンゼルス・ラムズに指名された。

### ロサンゼルス・ラムズ

#### 2020年
11週目のバッカニアーズとの対戦で、エイカーズは第3クォーターに4ヤードのキャッチをし、キャリア初のタッチダウンを記録した。第14週のペイトリオッツ戦では、エイカーズは29回のキャリーで171ヤードを走った。これは、2020年シーズンの1試合あたりのラッシングヤード数の中で6番目に多く、ラムズのルーキーが記録したラッシングヤードの中で4番目に多いものだった。エイカーズは第14週のパフォーマンスが評価され、NFCオフェンシブプレーヤー・オブ・ザ・ウィークに選ばれた。
プレーオフのワイルドカードラウンドでのシーホークスとの対戦で、エイカーズは131ヤードを走り、1タッチダウンを記録し、パスゲームにおいても、2回のキャッチで45ヤードを記録し、チームの30-20での勝利に貢献した。
プレーオフのディビジョンラウンドでのパッカーズとの対戦では、90ヤード、1タッチダウンを記録した。

#### 2021年
2021年7月20日、エイカーズはトレーニング キャンプの開始直前のワークアウト中にアキレス腱を断裂した。エイカーズは、シーズンの開始前にリザーブ/ノンフットボールインジュアリーリストに入れられたため、2021年シーズンを欠場すると予想されていた。しかし、エイカーズは、負傷から丸5か月後の2021年12月25日にアクティブ登録された。スーパーボウルでは、13回のキャリーで21ヤード、3回のキャッチで14ヤードを記録した。

### ミネソタ・バイキングス
2023年シーズンの第2週の後、エイカーズはミネソタ・バイキングスにトレードされた。2023年シーズンの残り15試合で、エイカーズがラン及びレシーブ合計で500ヤード以上を達成した場合、バイキングスはラムズから2026年ドラフトの7巡目の権利をさらに得るかわりに、同ドラフトの6巡目の権利を渡す。達成しない場合は、バイキングスはエイカーズを無償で受け取ることになる。11月にアキレス腱を損傷し、残りのシーズン欠場が確定した。

### ヒューストン・テキサンズ
2024年7月21日、ヒューストン・テキサンズと1年契約を結んだ
。

### バイキングス復帰
テキサンズで5試合に出場した後、2026年のドラフト7巡指名権と共に、2026年の6巡指名権を対価に、ミネソタ・バイキングスへトレードされた。

### キャリア成績
| Legend | Legend             |
| ------ | ------------------ |
|        | スーパーボウル優勝 |
| 太字   | キャリアハイ       |

| 年         | チーム   | ゲーム | ゲーム | ラン | ラン        | ラン             | ラン        | ラン | レシーブ | レシーブ    | レシーブ         | レシーブ    | レシーブ |
| 年         | チーム   | 出場   | 先発   | 回数 | 獲得 ヤード | 平均 獲得 ヤード | 最長 ヤード | TD   | 回数     | 獲得 ヤード | 平均 獲得 ヤード | 最長 ヤード | TD       |
| ---------- | -------- | ------ | ------ | ---- | ----------- | ---------------- | ----------- | ---- | -------- | ----------- | ---------------- | ----------- | -------- |
| 2020年     | LAR      | 13     | 5      | 145  | 625         | 4.3              | 61          | 2    | 11       | 123         | 11.2             | 38          | 1        |
| 2021年     | LAR      | 1      | 0      | 5    | 3           | 0.6              | 2           | 0    | 3        | 10          | 3.3              | 6           | 0        |
| キャリア   | キャリア | 14     | 5      | 150  | 628         | 4.2              | 61          | 2    | 14       | 133         | 9.5              | 38          | 1        |
| プレーオフ |          |        |        |      |             |                  |             |      |          |             |                  |             |          |
| 2020年     | LAR      | 2      | 2      | 46   | 221         | 4.8              | 20          | 2    | 3        | 51          | 17.0             | 44          | 0        |
| 2021年     | LAR      | 4      | 3      | 67   | 172         | 2.6              | 15          | 0    | 8        | 76          | 9.5              | 40          | 0        |
| キャリア   | キャリア | 6      | 5      | 113  | 393         | 3.5              | 20          | 2    | 11       | 127         | 11.5             | 44          | 0        |